# Taft Stadium
Taft Stadium é um estádio de futebol construído pela WPA em Oklahoma City, Oklahoma . É a casa atual do Oklahoma City Energy FC, clube da USL Championship. Construído em 1934,  o estádio foi fechado em 2013 e reaberto em 2015 após uma renovação substancial. Como parte da reforma, a capacidade de assentos foi reduzida de aproximadamente 18.000 para aproximadamente 7.500, com a fachada de pedra vermelha sendo a única característica que permaneceu inalterada.  Uma nova pista para todos os climas substituiu uma pista de terra que foi instalada em 1946.  

## História
Além dos usos escolares para os quais foi projetado, o Taft Stadium também hospedou brevemente jogos de futebol profissional em 1968, como a casa do Oklahoma City Plainsmen da Continental Football League . O time profissional de futebol Oklahoma City Slickers também sediou jogos lá em 1982-1983 e (como o Oklahoma City Stampede) em 1984.  
Em janeiro de 2013, o Distrito Escolar Público de Oklahoma City anunciou um plano para aplicar as receitas de uma emissão anterior de títulos de 2007, bem como outros fundos, para renovar substancialmente o Taft Stadium e o Speegle Stadium em Oklahoma City.  O orçamento combinado foi de US $ 19 milhões, com US $ 9,7 milhões desse montante alocado especificamente para o Taft Stadium.  
Em junho de 2013, o Distrito de Escolas Públicas de Oklahoma City anunciou que havia concedido um aluguel de vários anos para OKC Pro Soccer, LLC, liderado por Tim McLaughlin. OKC Energy FC (USL Pro), de propriedade de McLaughlin e Bob Funk, Jr. começará a jogar no Taft Stadium em 2015. Uma sobretaxa de US $ 2 por ingresso apoiará a Fields & Futures, uma organização sem fins lucrativos local criada em 2012 para apoiar o Atletismo das Escolas Públicas de Oklahoma City em seu esforço para reconstruir 44 campos de atletismo e fornecer desenvolvimento profissional e recursos aprimorados para os 265 técnicos e 4.500 alunos-atletas do distrito.